# Verdwalen
Verdwalen is een lied van het Nederlandse zanger Simon Keizer. Het werd in 2016 als single uitgebracht en stond in hetzelfde jaar als eerste track op het album Ik & Simon.

## Achtergrond
Verdwalen is geschreven door  Maaike Ouboter en Simon Keizer. Het is een nummer uit het genre nederpop. In het lied zingt de artiest over het ondernemen van dingen die je normaal niet doet en ontdekken wat het leven nog meer in petto heeft. Het is de eerste single van het album Ik & Simon, een soloproject van Keizer die onderdeel is van het muziekduo Nick & Simon.

## Hitnoteringen
Het zanger had weinig succes met het lied in de hitlijsten van Nederland. Er was geen notering in de Single Top 100 en ook de Nederlandse Top 40 werd niet bereikt. Bij laatstgenoemde kwam het tot de twintigste plaats van de Tipparade.